# Hermanas Mirabal (provincie)
Hermanas Mirabal is een provincie in de Dominicaanse Republiek. Voor 21 november 2007 heette de provincie Salcedo. De naam is gewijzigd ter nagedachtenis aan de zusters Mirabal die in de jaren 60 in opdracht van dictator Rafael Trujillo werden vermoord.
De hoofdstad van de provincie is de stad Salcedo. De provincie Salcedo was in 1952 afgesplitst van Espaillat. De beroepsbevolking was ongeveer 55.000. Daarvan werkte zo'n 75% in de landbouw.
De provincie ligt in de regio Cibao Nordeste dat een onderdeel is van de macroregio Norte.

## Gemeenten
| - De provinciehoofdstad: Salcedo - Tenares - Villa Tapia |

Azua · Baoruco · Barahona · Dajabón · Duarte · Elías Piña · El Seibo · Espaillat · Hato Mayor · Hermanas Mirabal · Independencia · La Altagracia · La Romana · La Vega · María Trinidad Sánchez · Monseñor Nouel · Monte Cristi · Monte Plata · Pedernales · Peravia · Puerto Plata · Samaná · Sánchez Ramírez · San Cristóbal · San José de Ocoa · San Juan · San Pedro de Macorís · Santiago · Santiago Rodríguez · Santo Domingo · Valverde
Distrito Nacional